# Какубан
Какубан (яп. 覚鑁/覺鑁, 1095 — 12 декабря 1143; после смерти известен как Когё-дайси [興教大師]) — монах буддийской школы Сингон. Провёл реформу доктрины школы Сингон, что привело к расколу школы на две ветви — Коги Сингон-сю (古儀真言宗 Старый Сингон) и Синги Сингон-сю (新義真言宗 Новый Сингон).

## Биография
Какубан родился в Фудзицу-но-сё провинция Хидзэн (сейчас — часть города Касима, префектура Сага) в 1095 году, спустя триста лет после жизни основателя школы Сингон — Кукая. При рождении получил имя Ятитосе-маро (弥千歳麿).
Отец Какубана умер, когда мальчику было десять лет. Какубан ушёл от мирской жизни в тринадцать лет. Он стал учеником учителя Кандзо в Киото. Помимо учения школы Сингон, Какубан некоторое время изучал доктрины школ Куся и Хоссо в Кофуку-дзи в Наре.
После получения полного посвящения Какубан покинул гору Коя — основной центр школы Сингон. Заручившись поддержкой знатных семей в Киото, в том числе императора-монаха Тоба, Какубан построил храм Дэмбо-ин. Через год он построил ещё один храм — Дайдэмбо-ин.

## Раскол
В возрасте 36 лет Какубан принял руководство школой и начал проводить реформы, а также пытался объединить две существующие ветви Оно (小野) и Хиросава (広沢). По указу императора Какубан стал управлять всей горой Коя. Это назначение вызвало недовольство некоторых монахов. В 1135 году Какубан покинул пост настоятеля и поселился в монастыре Мицугон-ин.
Враждебное отношение к Какубану сохранялось, и в 1139 году вооружённые монахи сожгли храм Дэмбо-ин. Какубан и его ученики бежали в Нэгоро-дзи. В этом храме Какубан умер в возрасте 49 лет — 12 декабря 1143 года. По легенде он умер находясь в позе лотоса во время созерцания мандалы Чистой Земли Вайрочаны. Его прах был захоронен на кладбище Окуно-ин. После смерти ему было дано имя Когё-дайси.
Один из его последователей — Райю (1226—1304) — в 1288 году создал независимую школу Синги Сингон.

## Учение
Какубан написал много работ, разрабатывающих основы учения Кукая. Он ввёл новый ритуал — химицу нэмбуцу (秘密念仏). Какубан полагал, что использующиеся в практике школы Чистой Земли регулярное повторение нэмбуцу содержит эзотерические элементы. В труде Амида Хисаку (阿弥陀秘釈) он описывал каждый из слогов нэмбуцу и их основной эзотерический смысл, важность правильного дыхания при их произнесении и возможных способах чтения.
Точно также он проанализировал мантры, связанные с Буддой Амитабхой в традиции Сингон, для того чтобы обнаружить в них скрытые смыслы.